# (I’m Gonna) Love Me Again
(I’m Gonna) Love Me Again ist ein Lied aus dem Soundtrack zum Film Rocketman von Dexter Fletcher. Das von Elton John und Bernie Taupin geschriebene Lied wird im Film von Taron Egerton gesungen, der in der Filmbiografie Elton John verkörpert. Es wurde im Rahmen der Oscarverleihung 2020 als bester Filmsong ausgezeichnet.

## Entstehung

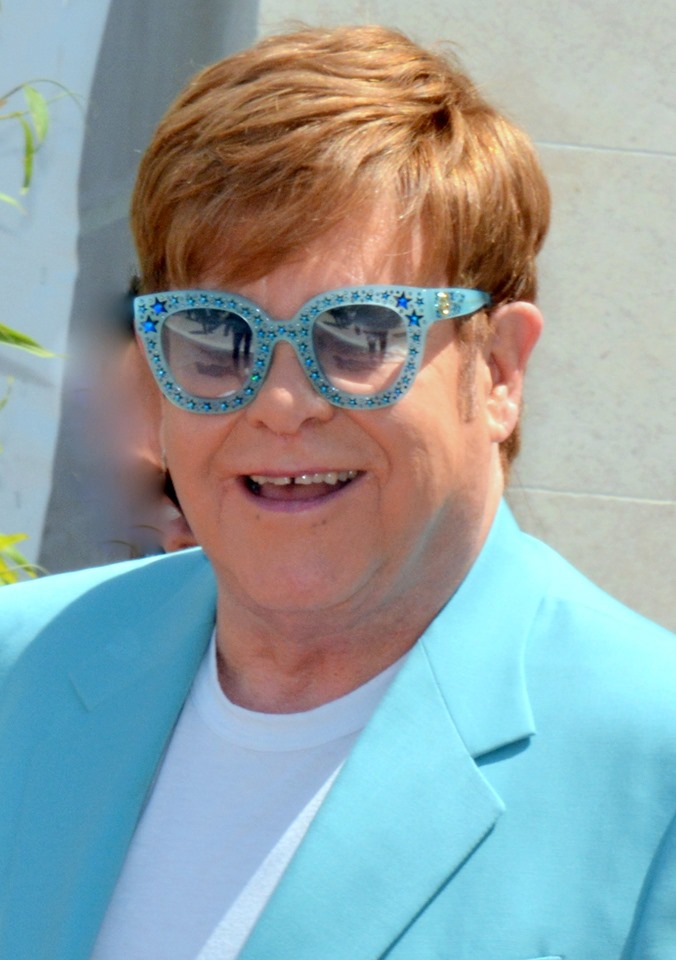
Elton John bei der Premiere des Films Rocketman im Mai 2019 in Cannes

(I’m Gonna) Love Me Again wurde von Elton John und Bernie Taupin für Dexter Fletchers Filmbiografie Rocketman geschrieben. Gesungen wird es im Film von Schauspieler Taron Egerton, der Elton John verkörpert und für den Film auch dessen alte Songs neu interpretiert und selbst eingesungen hat. Im zugehörigen Musikvideo sind dann auch beide zu hören.

## Veröffentlichung
(I’m Gonna) Love Me Again ist als letzter Song auf dem Soundtrack-Album Rocketman: Music from the Motion Picture enthalten, der am 24. Mai 2019 von Virgin EMI Records veröffentlicht wurde.

## Auszeichnungen (Auswahl)
Critics’ Choice Movie Awards 2020
- Auszeichnung als Bester Song (geteilt mit Glasgow)

Golden Globe Awards 2020
- Auszeichnung als Bester Filmsong (Elton John)

Hollywood Music in Media Awards 2019
- Nominierung als Bester Song – Spielfilm (Elton John, Bernie Taupin und Taron Egerton)[5]

Hollywood Critics Association Awards 2020
- Nominierung als Bester Song[6]

Oscarverleihung 2020
- Auszeichnung als Bester Filmsong (Elton John und Bernie Taupin)

Satellite Awards 2019
- Auszeichnung als Bester Filmsong

World Soundtrack Awards 2020
- Nominierung in der Kategorie Best Original Song (Elton John und Bernie Taupin)[7]